# Erkert
Erkert ist ein deutscher und österreichischer Familienname. Varianten sind Erckert und Ergert.

## Herkunft
Die geographische Herkunft des Familiennamens wird in der Fränkischen Alb (Altmühltal) vermutet. Dort kann der Familienname mit mehreren Ortschaften in Zusammenhang gebracht werden, so mit Erkertshofen, Erggertshofen (Markt Breitenbrunn) und Ergertshausen.

## Namensträger
- Friedrich von Erckert (1869–1908), deutscher Offizier der Kaiserlichen Schutztruppe
- Friedrich Carl von Erckert (1869–1923), deutscher Diplomat
- Karl Erckert (1894–1955), österreichischer Offizier und Südtiroler Politiker
- Roderich von Erckert (Roderich von Erkert; 1821–1900), russischer Offizier und Ethnograph